# Línea SE786 (EMT Madrid)
El Servicio Especial (S.E.) codificado como SE786 de la EMT de Madrid fue una línea que conectaba Príncipe de Vergara con la plaza de Callao debido al cierre temporal del tramo Sol-Retiro de la línea 2 de metro, además del cierre de la estación de Gran Vía.

## Características
Esta línea prestó servicio entre el 15 de febrero y el 31 de mayo de 2019, cuando volvió a operar el tramo afectado de metro. Era gratuita para los usuarios, pues se trataba de un servicio especial consensuado entre ambos operadores de transporte.

### Frecuencias
| de lunes a viernes laborable            |           |
| de 6:00 a 7:30                          | 6-10 min  |
| de 7:30 a 22:00                         | 5 min     |
| de 22:00 a 23:00                        | 6-8 min   |
| de 23:00 a 2:00                         | 8-13 min  |
| sábados laborables, domingos y festivos |           |
| de 6:00 a 7:00                          | 10-17 min |
| de 7:00 a 16:00                         | 8-12 min  |
| de 16:00 a 22:00                        | 7-9 min   |
| de 22:00 a 2:00                         | 8-13 min  |

## Recorrido y paradas

### Sentido Callao
La línea iniciaba su recorrido en la avenida de Menéndez Pelayo, justo en la parada coincidente con línea 152. Nada más iniciar la marcha el bus giraba por la calle de O'Donnell, que recorría hasta llegar a su confluencia con la calle de Alcalá. Ahí la tomaba hasta la plaza de la Independencia. Después seguía por la calle de Alcalá para luego tomar la calle Gran Vía, que recorría hasta llegar a la calle de Jacometrezo, donde tenía su cabecera.
| Código | Parada                                  | Común con                                     | Conexiones con Metro | Otros |
| ------ | --------------------------------------- | --------------------------------------------- | -------------------- | ----- |
| 5230   | PRÍNCIPE DE VERGARA (O' Donnell-Retiro) | 152                                           | Príncipe de Vergara  |       |
| 5581   | Retiro                                  |                                               | Retiro               |       |
| 69     | Banco de España                         | 1 2 9 15 20 51 52 53 74 146 Exprés Aeropuerto |                      |       |
| 4094   | Gran Vía                                | 1 2 46 74 146 M2                              |                      |       |
| 5568   | CALLAO                                  | 146                                           | Callao               |       |

### Sentido Príncipe de Vergara
Efectuaba la misma ruta excepto en el tramo final, donde desde la calle de Alcalá tomaba directamente la avenida de Menéndez Pelayo hasta llegar a la cabecera.
| Código | Parada                                  | Común con                   | Conexiones con Metro | Otros |
| ------ | --------------------------------------- | --------------------------- | -------------------- | ----- |
| 5568   | CALLAO                                  | 146                         | Callao               |       |
| 724    | Gran Vía                                | 1 2 46 74 146               |                      |       |
| 70     | Banco de España                         | 1 2 9 15 20 51 52 74 146    |                      |       |
| 162    | Retiro                                  | 1 2 9 15 19 20 51 52 74 146 | Retiro               |       |
| 5230   | PRÍNCIPE DE VERGARA (O' Donnell-Retiro) | 152                         | Príncipe de Vergara  |       |